# دوهالیتسه
دوهالیتسه (به چکی: Dohalice) یک منطقهٔ مسکونی در جمهوری چک است که در ناحیه هرادتس کرالووه واقع شده‌است. دوهالیتسه ۴۵۲ نفر جمعیت دارد.